# Dystasia tonkinea
Dystasia tonkinea là một loài bọ cánh cứng trong họ Cerambycidae.